# Ievgueni Anatólievitx Plótnikov
Ievgueni Anatólievitx Plótnikov (Krasnodar, 6 de setembre de 1972) és un exfutbolista rus, que ocupava plaça de porter.

## Trajectòria
Als 18 anys es va incorporar al Dínamo de Moscou. Va estar dues temporades combinant les actuacions entre el primer equip i el filial, fins a consolidar-se com a titular del Dínamo la temporada 92/93. En tres temporades, va jugar 73 partits amb el conjunt capitalí.
L'estiu de 1995 és fitxat per l'Albacete Balompié per jugar a la primera divisió espanyola, però es va vore a l'ombra de Marcos i Balaguer. No va debutar fins a la jornada 42, la darrera del campionat. Una data decisiva, l'Albacete es jugava la permanència i l'Atlètic de Madrid el títol de lliga. A les postres, els matalassers van guanyar per 2 a 0 i els manxecs van baixar a Segona Divisió.
En la categoria d'argent va romandre dos anys amb l'Albacete, sent en els dos suplent i disputant un total de set partits. A mitjans de la temporada 97/98 deixa la lliga espanyola i retorna al seu país, on militaria en equips com l'Arsenal Tula, de nou Dínamo de Moscou, Amkar i Sokol Sarasov. També va jugar al belorrús MTZ-RIPO i al kazakh Astana. Es va retirar el 2006 a les files del rus FK Reutov.